# Notiothops cekalovici
Espèce
Notiothops cekalovici est une espèce d'araignées aranéomorphes de la famille des Palpimanidae.

## Distribution
Cette espèce est endémique de la région du Biobío au Chili,.

## Description
Le mâle holotype mesure 3,01 mm et la femelle paratype 3,80 mm.

## Étymologie
Cette espèce est nommée en l'honneur de Tomás Cekalovic Kuschevic.

## Publication originale
- Platnick, Grismado & Ramírez, 1999 : On the genera of the spider subfamily Otiothopinae (Araneae, Palpimanidae). American Museum novitates, no 3257, p. 1-25 (texte intégral).